# Wilhelm Wissmann
Friedrich Wilhelm Hans Wissmann (* 27. Februar 1899 in Berlin; † 21. Dezember 1966 in München) war ein deutscher Vergleichender Sprachwissenschaftler.

## Leben
Wilhelm Wissmann wurde am 27. Februar 1899 als Sohn des Bankbuchhalters Otto Wissmann in Berlin-Moabit geboren. Er besuchte das Luisengymnasium in Moabit. Nach dem Heeresdienst, zu dem er im September 1917 einberufen wurde, studierte er ab Ostern 1919 an der Friedrich-Wilhelms-Universität in Berlin bei Wilhelm Schulze Vergleichende Sprachwissenschaft, Klassische Philologie und Germanistik.
Wissmann trat 1918 dem in seiner politischen Ausrichtung antisemitisch agierenden Deutschvölkischen Schutz- und Trutzbund bei, dem er bis zu dessen Auflösung angehörte.
1930 erfolgte die Promotion zum Dr. phil. und Wissmanns Mitarbeit am Deutschen Wörterbuch begann. Von 1933 bis 1939 war Wissmann Vorlesungsassistent am Germanistischen Seminar der Universität Berlin. Dort wurde er 1938 habilitiert. Ab 1937 arbeitete er mit Heinrich Marzell am Wörterbuch der deutschen Pflanzennamen. 1939 wurde er als Dozent der Universität Halle zugewiesen, jedoch im November 1939 zum Kriegsdienst eingezogen. 1940 wurde er beamteter außerordentlicher Professor an der Universität Freiburg im Breisgau. Bereits 1942 erfolgte die Berufung an die Universität Königsberg zum Professor für Indogermanische Sprachwissenschaft. Während des Dritten Reiches gehörte Wissmann der Nationalsozialistischen Volkswohlfahrt, dem Reichsluftschutzbund und dem Reichskolonialbund an.
Wissmann wurde 1945 an die Universität Berlin berufen, geriet jedoch noch im selben Jahr in Kriegsgefangenschaft. Nach seiner Entlassung aus der Kriegsgefangenschaft setzte er 1947 seine Tätigkeit auf dem Berliner Lehrstuhl von Wilhelm Schulze fort. 1953 erfolgte die Berufung an die Universität München. Ab 1963 gab Wissmann das Wörterbuch der deutschen Tiernamen heraus.
Für den im Rahmen seiner Mitarbeit am Deutschen Wörterbuch erstellten Abriss der deutschen Grammatik wurde er gemeinsam mit Theodor Frings und Johannes Erben mit dem Nationalpreis der DDR ausgezeichnet. Sein Nachlass befindet sich in der Bayerischen Staatsbibliothek.

## Auszeichnungen und Mitgliedschaften
- 1949: Aufnahme in die Deutsche Akademie der Wissenschaften zu Berlin[4]
- 1949: Aufnahme in die Fryske Akademy Leeuwarden[4]
- 1957: Aufnahme in die Bayerische Akademie der Wissenschaften[4]
- 1961: Nationalpreis der DDR I. Klasse für Wissenschaft und Technik

## Schriften (Auswahl)
- Nomina postverbalia in den altgermanischen Sprachen nebst einer Voruntersuchung über Deverbative o-Verba. Göttingen 1932 (Dissertation)
- mit Heinrich Marzell und Wolfgang Pfeifer: Wörterbuch der deutschen Pflanzennamen. Leipzig 1943–1979
- Wörterbuch der deutschen Tiernamen. Berlin 1963–1968

## Einzelbelege
1. ↑  Geburtsregister StA Berlin XII a, Nr. 576/1899
2. 1 2 3 4 5  Eintrag zu Wilhelm Wissmann im Catalogus Professorum Halensis
3. 1 2  Wilhelm Wissmann: 27.2.1899 bis 21.12.1966. In: Zeitschrift für vergleichende Sprachforschung auf dem Gebiete der Indogermanischen Sprachen. Band 80, 1966, S. II.
4. 1 2 3 4 5  Wilhelm Wissmann: 27.2.1899 bis 21.12.1966. In: Zeitschrift für vergleichende Sprachforschung auf dem Gebiete der Indogermanischen Sprachen. Band 80, 1966, S. I.

| Personendaten    | Personendaten                                         |
| ---------------- | ----------------------------------------------------- |
| NAME             | Wissmann, Wilhelm                                     |
| ALTERNATIVNAMEN  | Wissmann, Friedrich Wilhelm Hans (vollständiger Name) |
| KURZBESCHREIBUNG | deutscher vergleichender Sprachwissenschaftler        |
| GEBURTSDATUM     | 27. Februar 1899                                      |
| GEBURTSORT       | Berlin                                                |
| STERBEDATUM      | 21. Dezember 1966                                     |
| STERBEORT        | München                                               |